# Cynaeda rebeli
Cynaeda rebeli is een vlinder uit de familie van de grasmotten (Crambidae). De wetenschappelijke naam van deze soort is voor het eerst voorgesteld als Noctuelia rebeli door Hans Georg Amsel in een publicatie uit 1935.
De soort komt voor in de Canarische Eilanden, Israël en Palestina.